# Episodi di This Close (seconda stagione)
La seconda stagione della serie televisiva This Close è andata in onda il 13 settembre del 2019 su SundanceTV.
In Italia è inedita.
| nº | Titolo originale   | Titolo italiano | Prima TV USA      | Prima TV Italia |
| -- | ------------------ | --------------- | ----------------- | --------------- |
| 1  | Look Both Ways     |                 | 13 settembre 2019 | inedita         |
| 2  | No Place Like Home |                 | 13 settembre 2019 | inedita         |
| 3  | Three's Company    |                 | 14 settembre 2019 | inedita         |
| 4  | Wait Until Dark    |                 | 14 settembre 2019 | inedita         |
| 5  | Frog of Truth      |                 | 20 settembre 2019 | inedita         |
| 6  | Games People Play  |                 | 20 settembre 2019 | inedita         |
| 7  | It's About Time    |                 | 21 settembre 2019 | inedita         |
| 8  | Begin Again        |                 | 21 settembre 2019 | inedita         |